# St. Remigius (Köln)

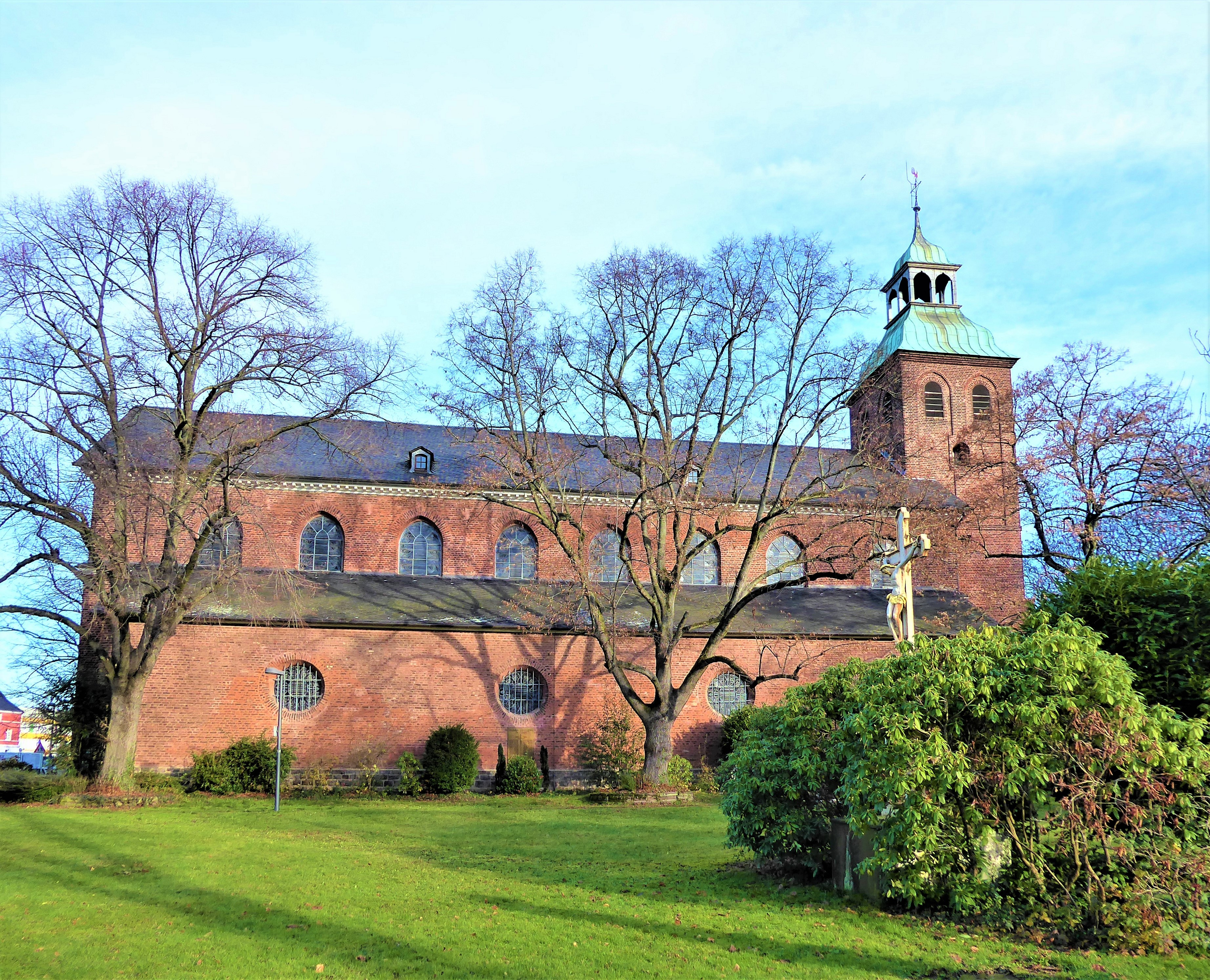
St. Remigius in Köln-Sürth

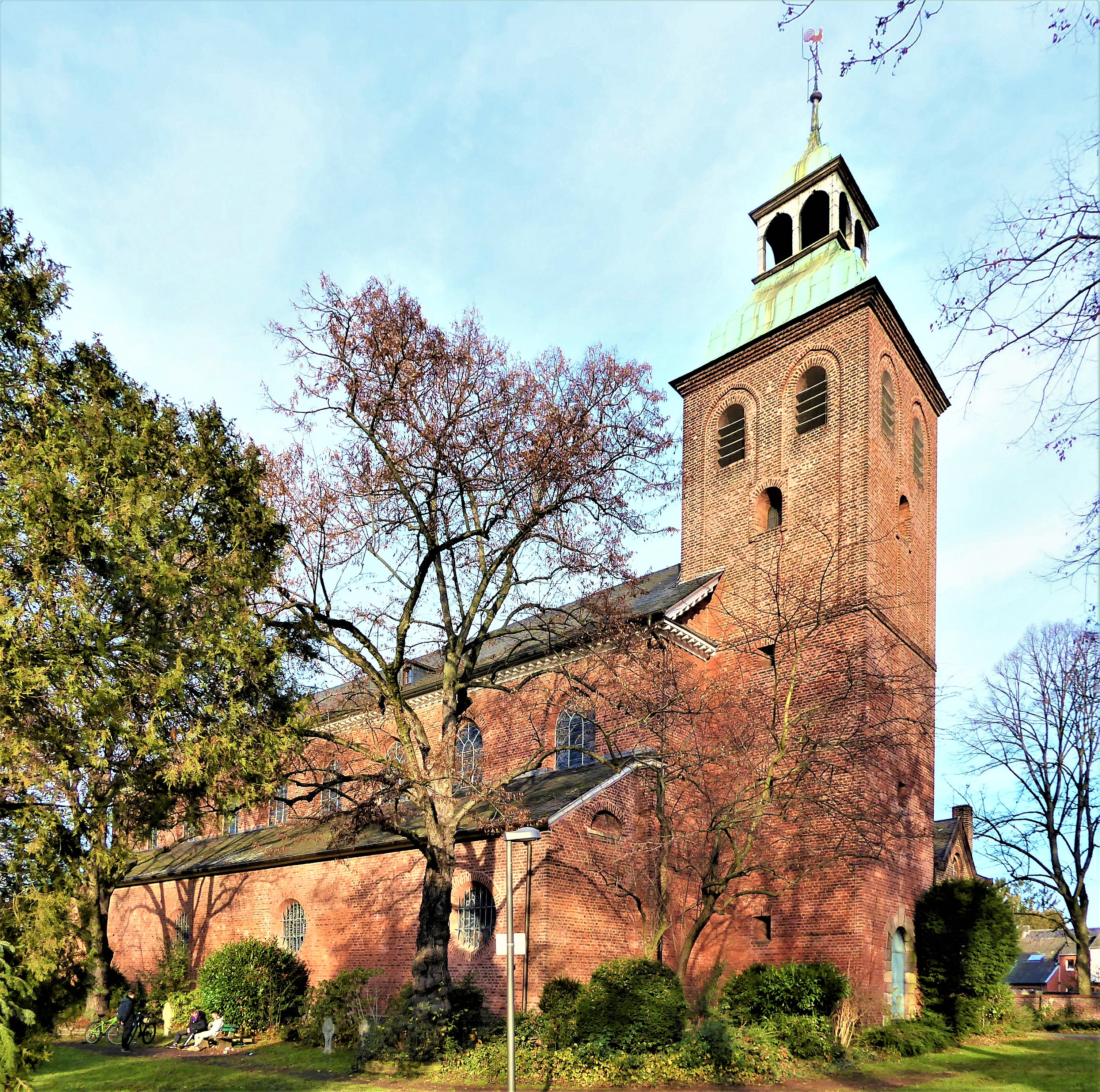
St. Remigius, Blick zum Turm

St. Remigius ist eine ehemalige römisch-katholische Pfarrkirche im Kölner Stadtteil Sürth.
Die im Stil des Klassizismus errichtete Kirche wurde 1830 eingeweiht. Die Gemeinde hatte zuletzt rund 4600 Mitglieder (Stand: 2003).

## Geschichte

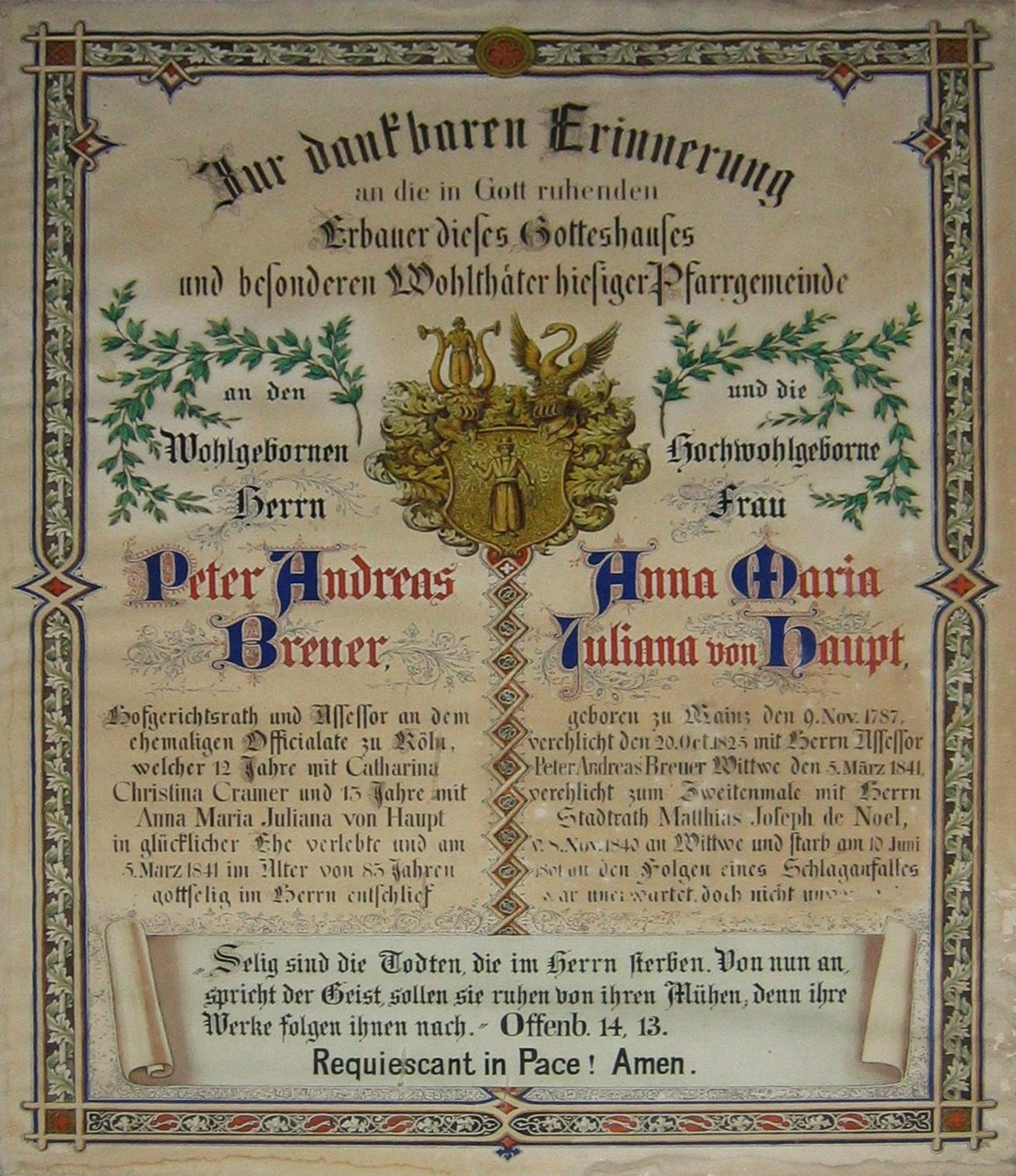
Gedenkblatt an den Kirchenstifter und seine Frau

Bis zum Baubeginn der Pfarrkirche St. Remigius stand in der Alten Kirchgasse eine dreijochige romanische Kapelle. Zwischen dem 18. und 19. Jahrhundert stieg die Bevölkerungszahl von 250 auf etwa 1200 Einwohner. Der Kölner Rechtsprofessor Peter Andreas Breuer und seine Frau stifteten den Bau einer neuen Pfarrkirche. Die große gusseiserne Inschrifttafel über dem Hauptportal sowie ein Gedenkblatt in der Eingangshalle erinnern an das Stifterehepaar. Johann Josef Baudewin erhielt den Auftrag und errichtete die Kirche in den Jahren 1825 bis 1830. Am 25. Juli 1830 wurde die Kirche eingeweiht. Zu dieser Zeit war sie den Heiligen Petrus und Andreas, also den Namenspatronen Breuers, gewidmet.
Im Jahre 1901 erfolgte eine grundlegende Renovierung und Neuausstattung der Kirche sowie der Sakristeianbau; am 5. Juli 1904 fand die Neueinweihung statt. Seitdem trägt die Kirche das Patrozinium des Heiligen Remigius. 1971 führte der Kölner Architekt Hannsjosef Schäfer eine Renovierung durch, bei der es abermals zu einer Neugestaltung kam. 1998 wurde die Kirche abermals renoviert, wobei neue farbliche Akzente gesetzt wurden sowie eine Umstellung einiger Ausstattungsgegenstände erfolgten. Die Langhaussäulen stehen seitdem in einem Hellrosa, die Muttergottes auf der Mondsichel wurde von einer freistehenden Säule an die rechte Säule des Altarbereichs gehängt, die Statue des Heiligen Remigius wechselte von der Wand des nördlichen Seitenschiffs an die auf gleicher Höhe befindliche Säule des Langhauses. Der Altar-Baldachin bekam drei Skulpturen aufgesetzt und das Vortragekreuz, das seitdem als Altarkreuz diente, wurde durch ein Gabelkreuz mit Kreuzigungsgruppe ersetzt.
Die Pfarrgemeinde St. Remigius, deren Pfarrkirche St. Remigius war, wurde im Zuge der Strukturreformen im Erzbistum Köln zum 1. Januar 2007 mit St. Georg in Köln-Weiß sowie St. Maternus und St. Joseph in Rodenkirchen zur Katholischen Kirchengemeinde St. Joseph und Remigius Köln-Rodenkirchen / Sürth / Weiß zusammengefasst; Pfarrkirche ist St. Joseph.

## Architektur

### Außenbau

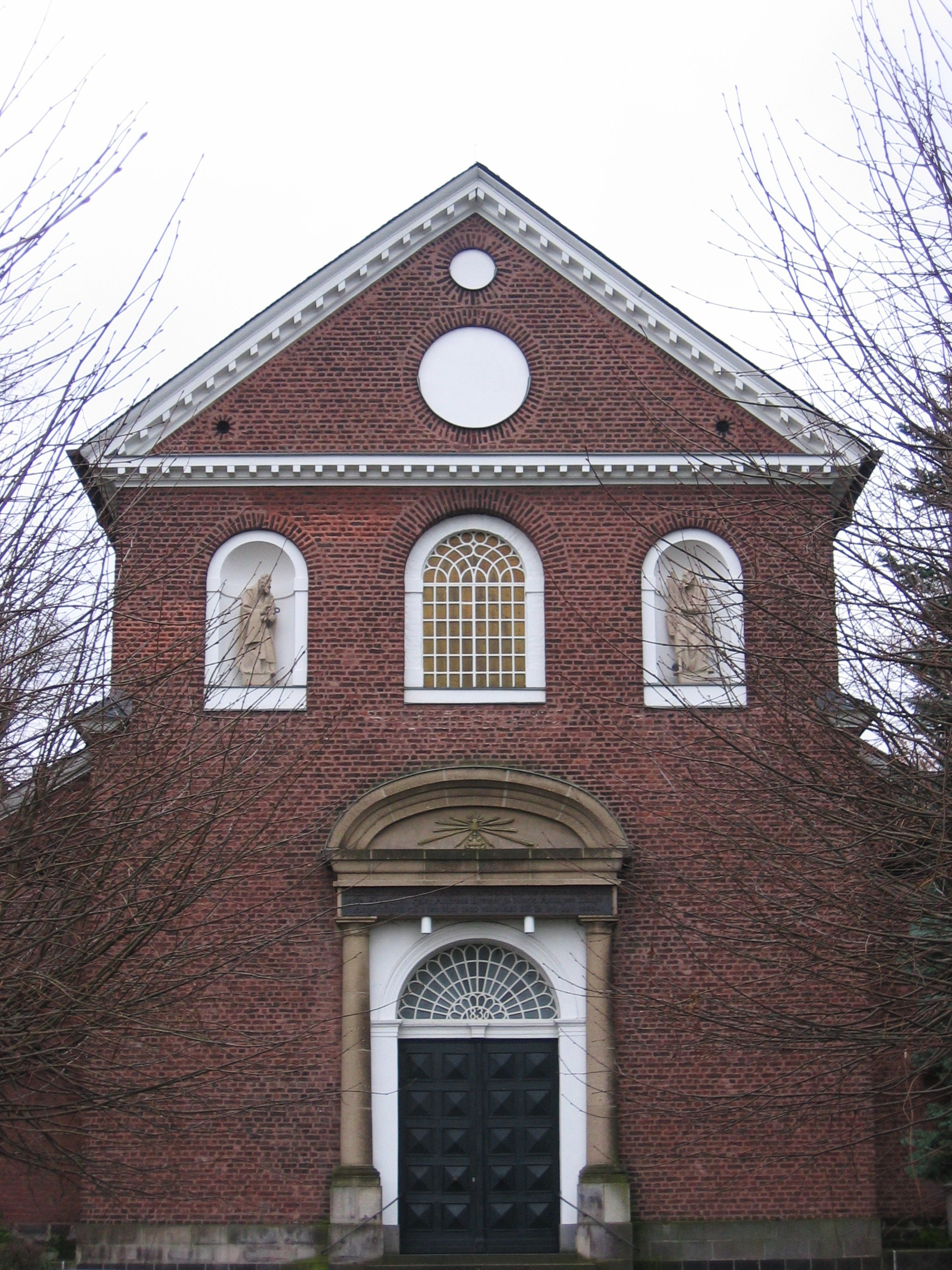
Westfassade mit Skulpturen der Hll. Petrus und Andreas (v. l.)

Die an der Sürther Hauptstraße und zugleich in einem eigenen Park (ehemaliger Friedhof) gelegene Kirche mit ihrem 31 Meter hohen Choranschlussturm macht durch die Westfassade auf den basilikalen Raum aufmerksam.
Allgemein folgt die Fassadengestaltung dem Vorbild frühchristlicher Basiliken Italiens. Es entsteht ein Kontrast zwischen dem Ziegelmauerwerk und den weißen Fenstersprossen, Blenden und Traufgesimsen. Auffällig ist die Mischung verschiedener Baustile, die für den Architekten Baudewin typisch sind: Gotische Elemente finden sich in den Obergaden-Fenstern des Langhauses sowie in den Schallöffnungen des Glockenturms und der Turmlaterne wieder.
Das Portal mit großer Ädikula und Segmentgiebel, der auf den toskanischen Säulen ruht, entstand nach barockem Vorbild. Oberhalb davon befindet sich eine Dreibogengruppe; die beiden Blendnischen zu Seiten des mittleren Fensters sind mit Statuen der Heiligen Petrus und Andreas ausgestattet, welche der Kölner Bildhauer Matthias Heiermann zwischen 1999 und 2000 entwarf und ausführte. Der darüber errichtete Giebel weist antike Formen auf. Die „welsche“ Turmhaube auf dem Glockenturm bildet das östliche Pendant zum ebenfalls barocken Hauptportal in der Westfassade.

### Innenraum

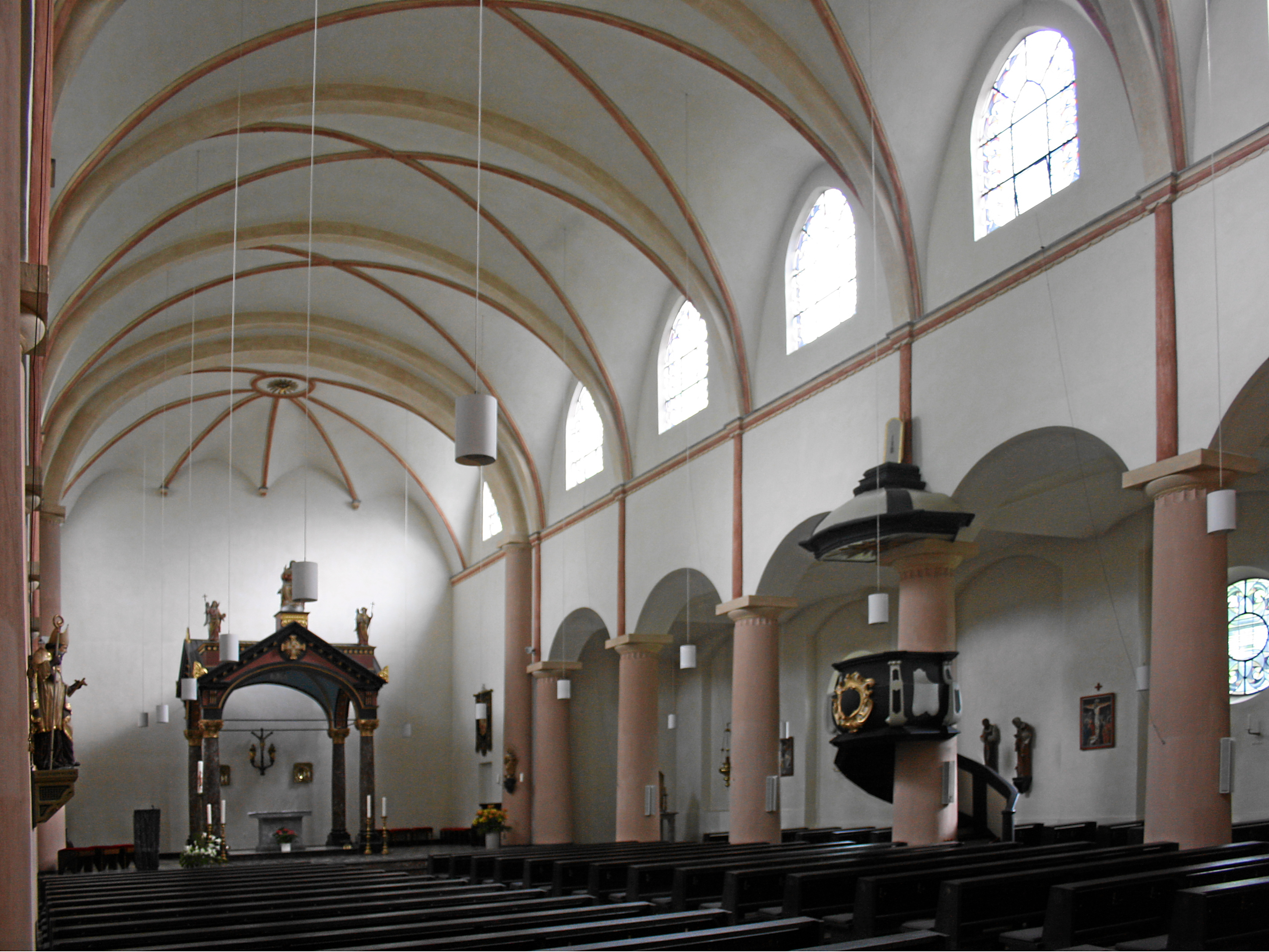
Innenraum

Die vielseitige Stilmischung wird im Inneren der Kirche fortgeführt. Durch eine kurze Eingangshalle mit Windfang gelangt man in das Hauptschiff der Basilika. Das Licht fällt durch die in gotisierender Form gestalteten Fenster der Obergaden sowie durch die Rundfenster der Seitenschiffe ein. Hauptschiff und Seitenschiffe werden durch sieben kräftige toskanische Säulen voneinander getrennt; der Blick wird auf den Altar gelenkt. Die Säulen tragen flache Segmentbögen anstatt der stilgemäßen waagerechten Architrave. Auch ist der Kirchenraum nicht flach gedeckt, sondern gewölbt, wobei das Mittelschiff durch sieben segmentbogenförmig gedrückte Kreuzrippengewölbe überspannt ist. Der Altarraum wird durch ein siebenstrahlig angeordnetes Sterngewölbe hervorgehoben. Die Gewölbe basieren auf kurzen, hölzernen Diensten, die keine tragende Funktion erfüllen. Architektonisch gesehen werden Antike und Mittelalter miteinander verknüpft.

## Ausstattung

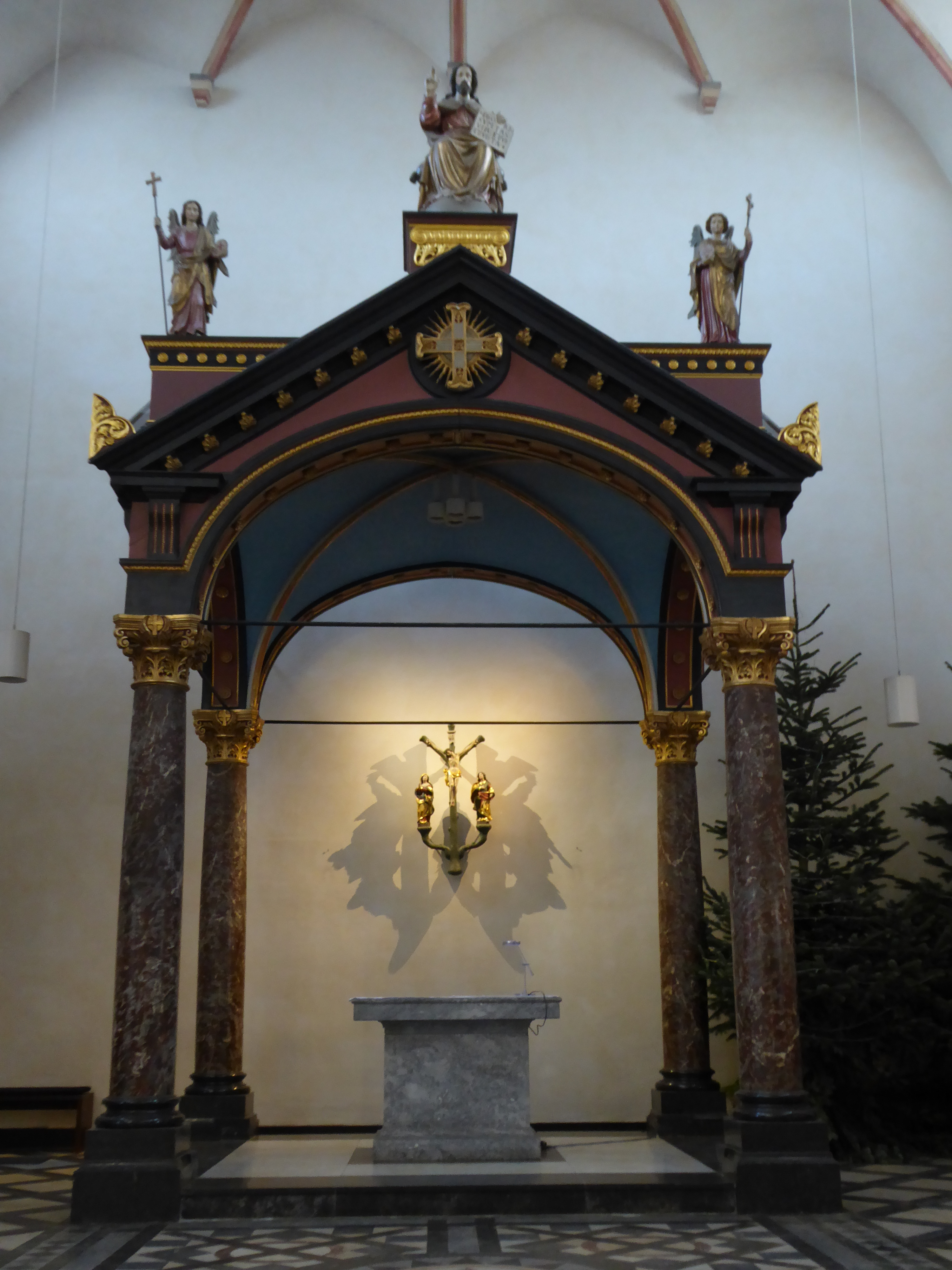
Hauptaltar mit Altarbaldachin

Die barocke Ausstattung von St. Remigius ist ein Teil aus dem aufgelösten Inventar der ehemaligen Kölner Barockkirche St. Johann Evangelist, die aufgrund der Freilegung des Kölner Domchores 1829 abgerissen werden musste. Hierzu zählen die voluminöse Kanzel, der Windfang, die Skulpturen der Muttergottes auf der Mondsichel und des Heiligen Remigius sowie die beiden Beichtstühle. Die Kreuzigungsgruppe, die an der Nordwand unterhalb der Empore eingelassen ist, bildete den ehemaligen Hochaltar. Der Kölner Bildhauer Ferdinand Hachenberg schuf 1901 den Altarbaldachin mit korinthischen Säulen aus rotem Lahnmarmor. Aus diesem Jahr stammt auch der marmorne Mosaikboden nach einem Entwurf Heinrich Renards. 1935 schuf H. D. Simons die beiden farbig gefassten Holzskulpturen der Heiligen Elisabeth und Josef im südlichen Seitenschiff.
1954 fügte H. Mettmann die farbigen, ornamentalen Fenster hinzu. Theo Heiermann aus Sürth ergänzte 1961 das Taufbecken aus schwarzem Marmor im Eingangsbereich. Der Aufsatz für das Weihwasserbecken stellt die Arche Noah dar und ist in das Taufbecken integriert.
Im Zuge der Renovierung kamen in den Jahren 1971/72 neue Marmorarbeiten von Theo Heiermann in den Kirchenraum. Dazu gehören der Hauptaltar aus hellgrauem Marmor (mit Reliquien des Heiligen Albertus Magnus), der Sakramentsaltar aus rotem Marmor samt bronzenen Tabernakel und der Ambo aus schwarzem Marmor.

### Orgel

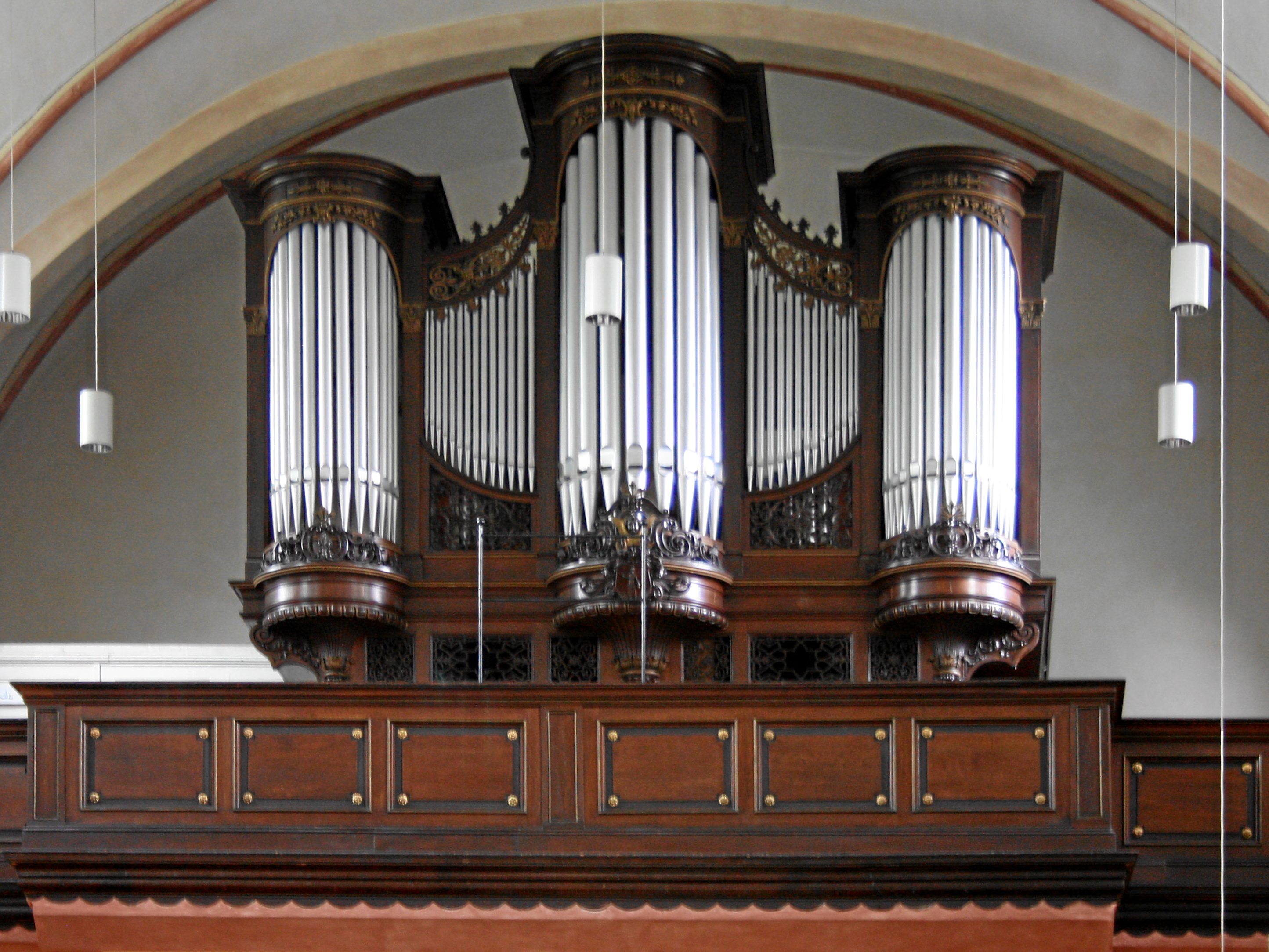
Orgel

Die Orgel enthält Teile aus dem alten Werk des Franz Wilhelm Sonreck von 1855. Im 20. Jahrhundert wurde die Orgel durch Romanus Seifert (Kevelaer) umgebaut. Sie hat 34 Register, Taschenladen und elektropneumatische Trakturen. Das Orgelgehäuse mit seinem barockisierenden Schnitzwerk schuf der Kölner Bildhauer Christoph Stephan.
| I Hauptwerk C– |       |
| Pommer         | 16′   |
| Prinzipal      | 8′    |
| Flautmajor     | 8′    |
| Gedackt        | 8′    |
| Quintatön      | 8′    |
| Oktave         | 4′    |
| Flöte          | 4′    |
| Quinte         | 2 ⁄3′ |
| Octave         | 2′    |
| Kornett IV     |       |
| Mixtur IV      |       |
| Trompete       | 8′    |
| Dulcian        | 16′   |
| Zimbel III     |       |

| II Brustwerk C– |        |
| Hohlflöte       | 8′     |
| Salicional      | 8′     |
| Prinzipal       | 4′     |
| Flöte           | 4′     |
| Spitzflöte      | 2′     |
| Quinte          | 1 ⁄3′  |
| Scharff III-IV  |        |
| Terz            | 1 3⁄5′ |
| Sifflöte        | 1′     |
| Krummhorn       | 8′     |
| Schalmey        | 4′     |
| Tremulant       |        |

| Pedal C–     |     |
| Kontrabass   | 16′ |
| Subbass      | 16′ |
| Octavbass    | 8′  |
| Gedacktbass  | 8′  |
| Choralbass   | 4′  |
| Nachthorn    | 2′  |
| Posaune      | 16′ |
| Fagott       | 8′  |
| Hintersatz V |     |

- Koppeln: II/I (auch als Suboktavkoppel), I/P, II/P  (auch als Superoktavkoppel)
- Spielhilfen: Zwei freie Kombinationen, eine freie Pedalkombination, Crescendowalze

### Glocken

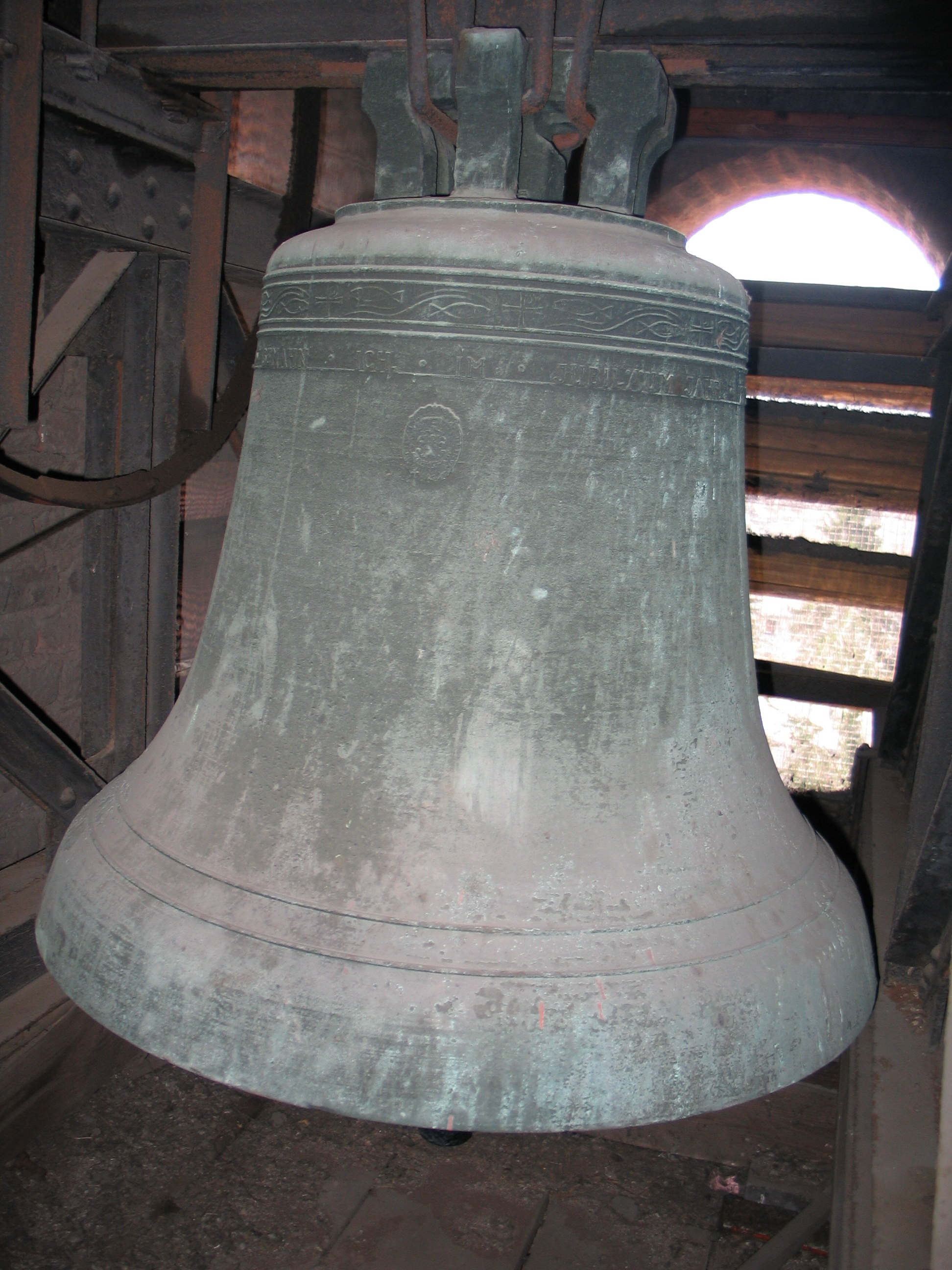
Marienglocke – Glocke 2

Im Turm hängen vier Glocken, die 1954 von der Glockengießerei Petit & Gebr. Edelbrock in Gescher gegossen wurden. Sie ersetzen die drei Glocken aus der Zwischenkriegszeit. Zu jeder halben und vollen Stunde erfolgt der Uhrschlag über die große Glocke. Zu den Gebetszeiten um 7, 12 und 19 Uhr ertönt das Angelusläuten, wobei zunächst die große Glocke 3×3 Mal angeschlagen wird und danach die Marienglocke (Glocke 2) für wenige Minuten nachläutet.
Zu den Werktagsmessen läuten zwei Glocken, an Sonntagen drei (Glocken 3+2+1) und nur an Hochfesten läuten alle vier Glocken gemeinsam zur Messe. Zu Exequien erklingt die große Glocke, zu Taufen die zweitkleinste (Glocke 3) und zu Trauungen wiederum zwei Glocken. Während der Wandlung in der Messe wird über das Schlagwerk der großen Glocke ein zweimaliges Zeichen à 3 Schlägen gegeben.
| Nr. | Name          | Ø (mm) | Masse (kg) | Nominal (HT-1/16) | Inschrift                                                                          |
| 1   | Remigius      | 1160   | 1000       | f1 –2             | „St. Remigius heiß ich, die Gemeinde beschütz ich, an Festtagen läut ich.“         |
| 2   | Maria         | 1020   | 680        | g1 –1             | „St. Marien preiß[sic!] ich, an Fatima gemahn ich, im Jubiläumsjahr entstand ich.“ |
| 3   | Michael       | 835    | 400        | b1 +2             | „St. Michael bin ich, die Toten geleit ich, zum täglichen Opfer ruf ich.“          |
| 4   | Maria Goretti | 750    | 270        | c2 +2             | „Maria Goretti nenn mich, der Jugend helf ich, um Reinheit zu mühn sich.“          |